# Armand Herscovici
Pour les articles homonymes, voir Herscovici.
Armand Herscovici est un écrivain français.
Après une carrière technique chez IBM aux États-Unis et en Europe, il entame une carrière littéraire lors de sa prise de retraite fin 1999.
Il passe avec succès d'une activité scientifique aux fréquents déplacements à un bureau pour des voyages immobiles et un travail d’écriture.
Son premier livre, paru en 2000, La Spirale de l'Escargot, est retenu par le Seuil. Les autres suivent chez le même éditeur.

## Œuvres
- 2000 : La Spirale de l'escargot
- 2002 : Code Tetraktys
- 2004 : Mesopotamia  Tome 1 : La Légende de Ninmah
- 2006 : Mesopotamia  Tome 2  : Le Secret de Razin
- 2007 : Souffle jaune
- 2008 : Mesopotamia  Tome 3 : Les Etoiles de Tupsar
- 2008 : Un voyage Or et sang
- 2010 : Stella
- 2014 : Les Enfants du Khan
- 2019  : Le cheval qui méditait